# Seventh Swamphony
Seventh Swamphony sedmi je studijski album finskog melodičnog death metal sastava Kalmah. Album je 14. lipnja 2013. godine objavila diskografska kuća Spinefarm Records.

## Popis pjesama
Tekstovi: Pekka Kokko. 
| 1.    | »Seventh Swamphony«    | Antti Kokko        | 5:10 |
| 2.    | »Deadfall«             | Antti Kokko        | 3:52 |
| 3.    | »Pikemaster«           | Antti Kokko        | 5:04 |
| 4.    | »Hollo«                | Antti Kokko        | 7:20 |
| 5.    | »Windlake Tale«        | Antti Kokko        | 4:28 |
| 6.    | »Wolves on the Throne« | Veli-Matti Kananen | 4:36 |
| 7.    | »Black Marten's Trace« | Pekka Kokko        | 4:45 |
| 8.    | »The Trapper«          | Pekka Kokko        | 6:02 |
| 41:17 |                        |                    |      |

## Recenzije
Eero Kettunen, recenzent časopisa Soundi, dodijelio je albumu četiri od pet zvjezdica, hvaleći njegovu netipičnu cjelovitost. Kaaoszineov je kritičar Lassi Hinttala dodijelio albumu šest od deset bodova, izjavljujući kako je nemaštovit i da se sastoji od fillera, iako album općenito nije tako loš. Imperiumi.net je u svojoj recenziji komentirao kako album djelomično razočarava, ali da je u općenitom smislu dobar.

## Zasluge
| Kalmah - Antti Kokko – gitara - Pekka Kokko – gitara, vokali - Timo Lehtinen – bas-gitara - Janne Kusmin – bubnjevi - Veli-Matti Kananen – klavijature | Ostalo osoblje - Juha Vuorma – naslovnica - Janne Peltonen – omot albuma - Anssi Kippo – produkcija - Ville Juurikkala – fotografija - Ahti Kortelainen – snimanje - Jens Bogren – miksanje, mastering |